# Chơi dây

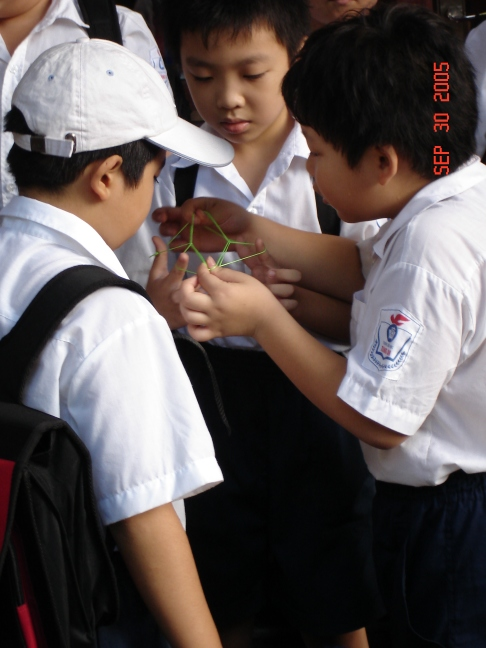
Trẻ em tại Hà Nội làm mô hình với dây thun

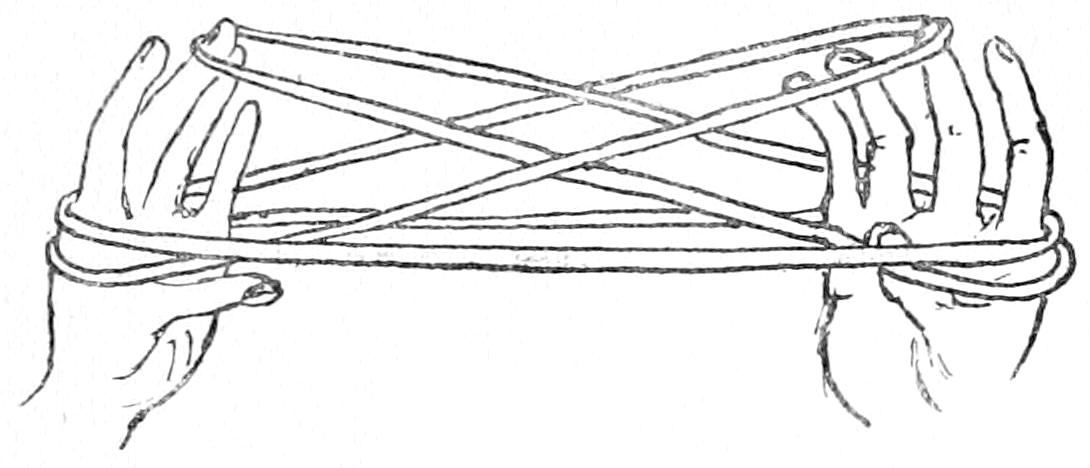

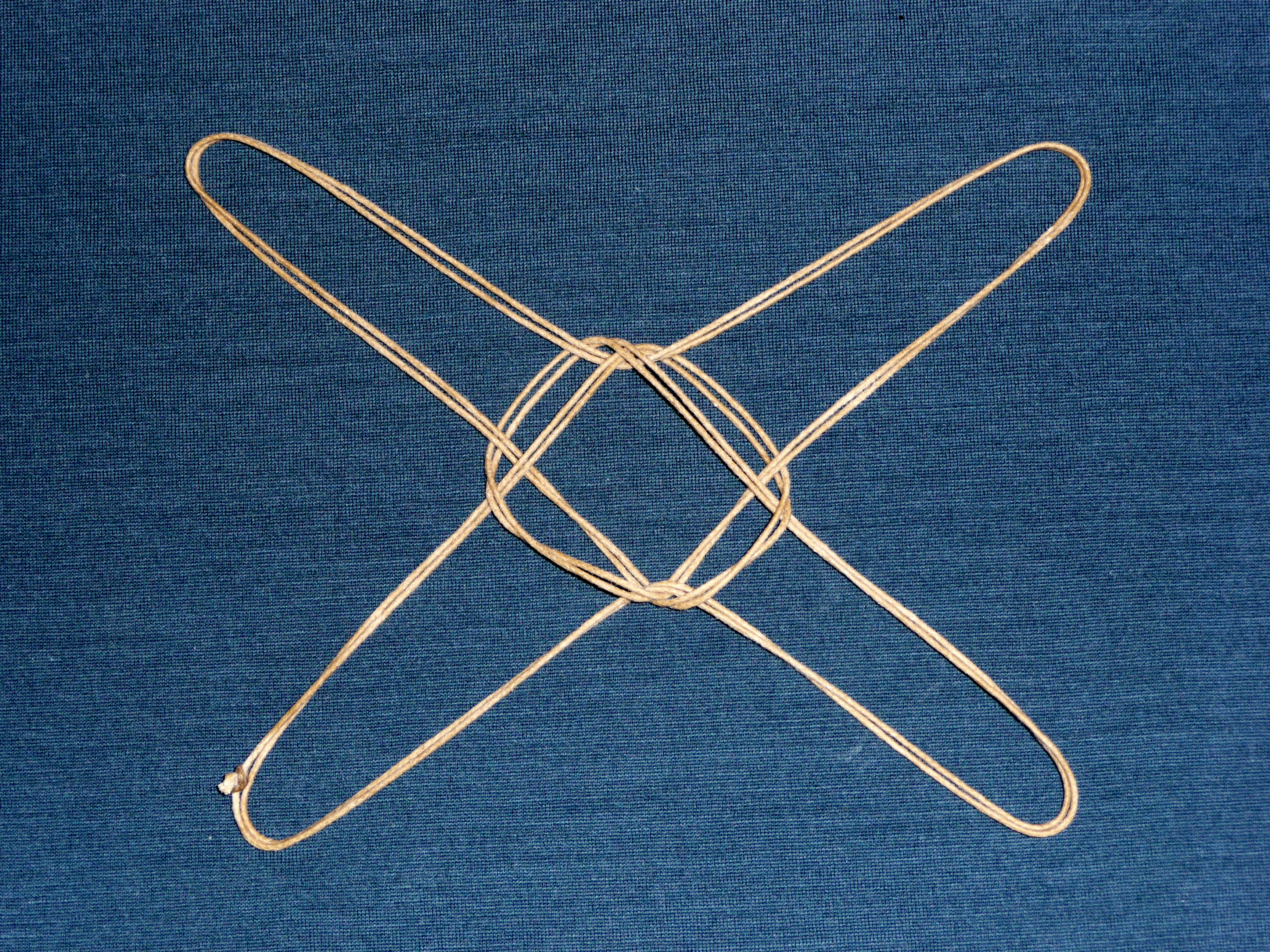

Chơi dây là một trò chơi phổ biến trên khắp thế giới. Khi chơi dây, người chơi dùng một sợi dây (được nối thành vòng) và các thao tác của tay để tạo thành những hình khác nhau. Trò chơi không khó nhưng đòi hỏi sự linh hoạt và khéo léo để tạo nên nhiều hình thù độc đáo, đẹp mắt. Thông thường, người chơi luồn dây qua các ngón tay, cổ tay và có thể dùng miệng, ngón chân... Một số động tác chơi dây đòi hỏi sự kết hợp giữa nhiều người chơi.
Chơi dây đơn thì có thể tạo dây thành nhiều hình, ví dụ những hình cơ bản là cái bát, cái chổi, cái cầu, con cua, bông hoa... Một trong những hình thù được phổ biến nhất thế giới là làm hình "chuồng mèo" (Cat's cradle). Ngoài ra, cũng có thể làm một số trò ảo thuật.
Trong truyện Doraemon, Nobita là cao thủ của trò chơi này, cậu ấy có thể làm hình tháp Tokyo trong vài giây.